# Краснозобый пёстрый голубь
Краснозобый пёстрый голубь (лат. Ptilinopus viridis) — вид птиц семейства голубиных. Выделяют 6 подвидов. Распространён на Молуккских островах, Новой Гвинее и Соломоновых островах.

## Описание
Краснозобый пёстрый голубь достигает длины 20—21 см и массы около 96 г. Длина сравнительно короткого хвоста составляет 5,1—5,6 см. Длина клюва варьирует от 1,2 до 1,4 см. У взрослых особей номинативного подвида общая окраска оперения зелёного цвета с резко очерченной областью тёмно-пурпурно-малинового цвета от нижней части горла до верхней части груди. Подбородок, лицо, лоб и макушка голубовато-серые. Затылок, шея и мантия ярко-оливково-зелёные с легким бронзовым отливом. Спина и верхние кроющие перья хвоста оливкового цвета, хвост тёмно-зелёный с жёлтыми кончиками. Третьестепенные кроющие перья крыла пепельно-серые, образуют пятно на плече, остальные кроющие перья крыльев зелёные; большие кроющие перья и наружные второстепенные маховые перья с узкой жёлтой каймой. Нижняя часть тела преимущественно зелёная, подхвостье и нижние кроющие перья хвоста с широкой жёлтой каймой. Клюв желтовато-зелёного, жёлтого или оранжевого цвета с красным или тёмно-оранжевым основанием. Радужная оболочка от жёлтого до красноватого цвета, узкое окологлазное кольцо жёлтое; ноги тёмно-красные. Представители обоих полов похожи, но у самок менее обширное пятно на груди и сероватая радужная оболочка. У молоди серые и красные участки головы и груди гораздо более тусклые и менее обширные, а большинство кроющих крыльев с жёлтой каймой.
Подвиды различаются главным образом количеством малинового цвета на груди. У подвидов P. v. vicinus, salvadorii и pectoralis выражен половой диморфизм, у самок красный цвет на груди уменьшен или отсутствует. У самцов P. v. pectoralis на груди видно только небольшое красное пятно, а грудь самки полностью зелёная. У двух остальных подвидов половой диморфизм не выражен; подвид P. v. lewisii с более тёмным пятном на груди и с более бледными серебристыми отметинами на крыльях; подвид P. v. geelvinkiana с более бледным и менее обширным пятном на груди.
Голос представляет собой несколько заунывную серию нот «hoo», которая начинается с трехсложного «a-huh-hoo» за которым следуют десять нот «woo» той же высоты, но затихающих в конце; это повторяется с интервалом в 8—10 секунд.

## Места обитания и биология
Краснозобый пёстрый голубь обитает в первичных лесах, вторичных лесах и на опушках лесов, а иногда и в слаболесистых районах и садах. Обычно встречается в низменных районах, но на Новой Гвинее — в предгорьях на высоте 600—1200 м над уровнем моря. На Бугенвиле встречается на высоте до 800 м и заменяется в высокогорьях на P. solomonensis. В основном обитает под пологом леса, иногда опускаясь ближе к земле по краям полян.
Краснозобый пёстрый голубь питается плодами и ягодами; подробной информации о составе рационе нет. Кормится поодиночке или парами, лишь в редких случаях небольшими стаями; агрессивен при кормлении, отгоняя других представителей своего вида, а также скворцов-аплонисов (Aplonis) и личинкоедовых рода (Coracina). Биология размножения практически не исследована. Обнаружено всего несколько гнёзд. Гнездо представляет собой рыхлую, непрочную, открытую платформу из веточек, размещённую на горизонтальной развилке на высоте около 3 м от земли. В кладке одно яйцо.

## Подвиды
Международный союз орнитологов выделяет 6 подвидов:
- Ptilinopus viridis viridis (Linnaeus, 1766) — острова Буру, Серам и несколько небольших островов в море Серам
- Ptilinopus viridis pectoralis (Wagler, 1829) — архипелаг Раджа-Ампат и полуостров Чендравасих (северо-запад Новой Гвинеи)
- Ptilinopus viridis geelvinkianus	 Schlegel, 1871 — острова Нумфор, Биак и несколько небольших островов в заливе Чендравасих
- Ptilinopus viridis salvadorii Rothschild, 1892 — остров Япен и север Новой Гвинеи
- Ptilinopus viridis vicinus	 Hartert, 1895 — острова Д’Антркасто и Тробриан
- Ptilinopus viridis lewisii Ramsay, 1882 — острова Манус, Лихир, Ниссан, Гуадалканал, Малаита и несколько небольших островов в архипелаге Соломоновы острова